# Ochropleura plecta
Ochropleura plecta (tên tiếng Anh: Flame Shoulder) là một loài bướm đêm thuộc họ Noctuidae. Nó phân bố khắp Âu châu.
Cánh trước của nó màu nâu hơi đỏ với dải màu đen bị gián đoạn bởi các stigma màu trắng. Sải cánh dài 28–34 mm. Con bướm bay ban đêm và bị thu hút bởi ánh đèn và đường ăn và hoa của cây Senecio jacobaea.

## Cây thực phẩm được ghi nhận
- Arachis
- Aster
- Beta - Beet
- Galium
- Plantago
- Rumex
- Salix
- Senecio
- Trifolium

## Phân loài
- O. p. plecta - châu Âu except bán đảo Iberian
- O. p. unimacula - Iberian Peninsula

## Hình ảnh

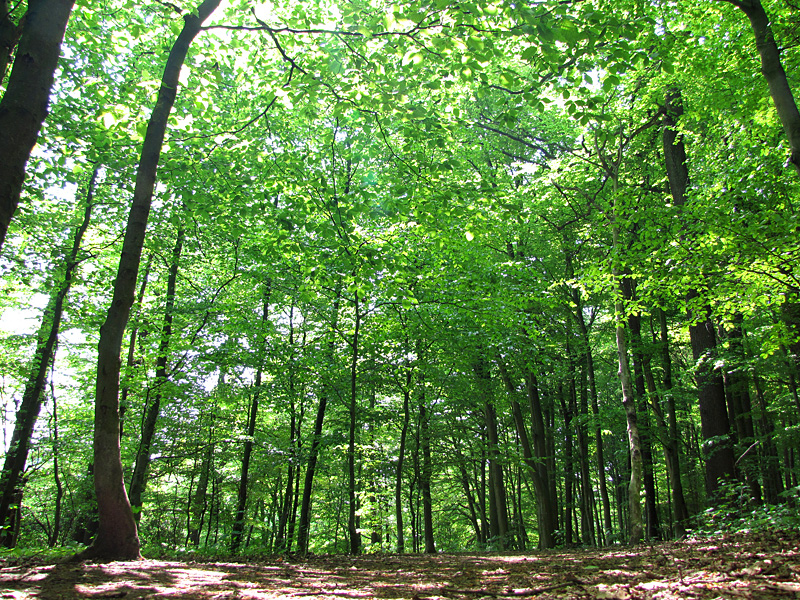
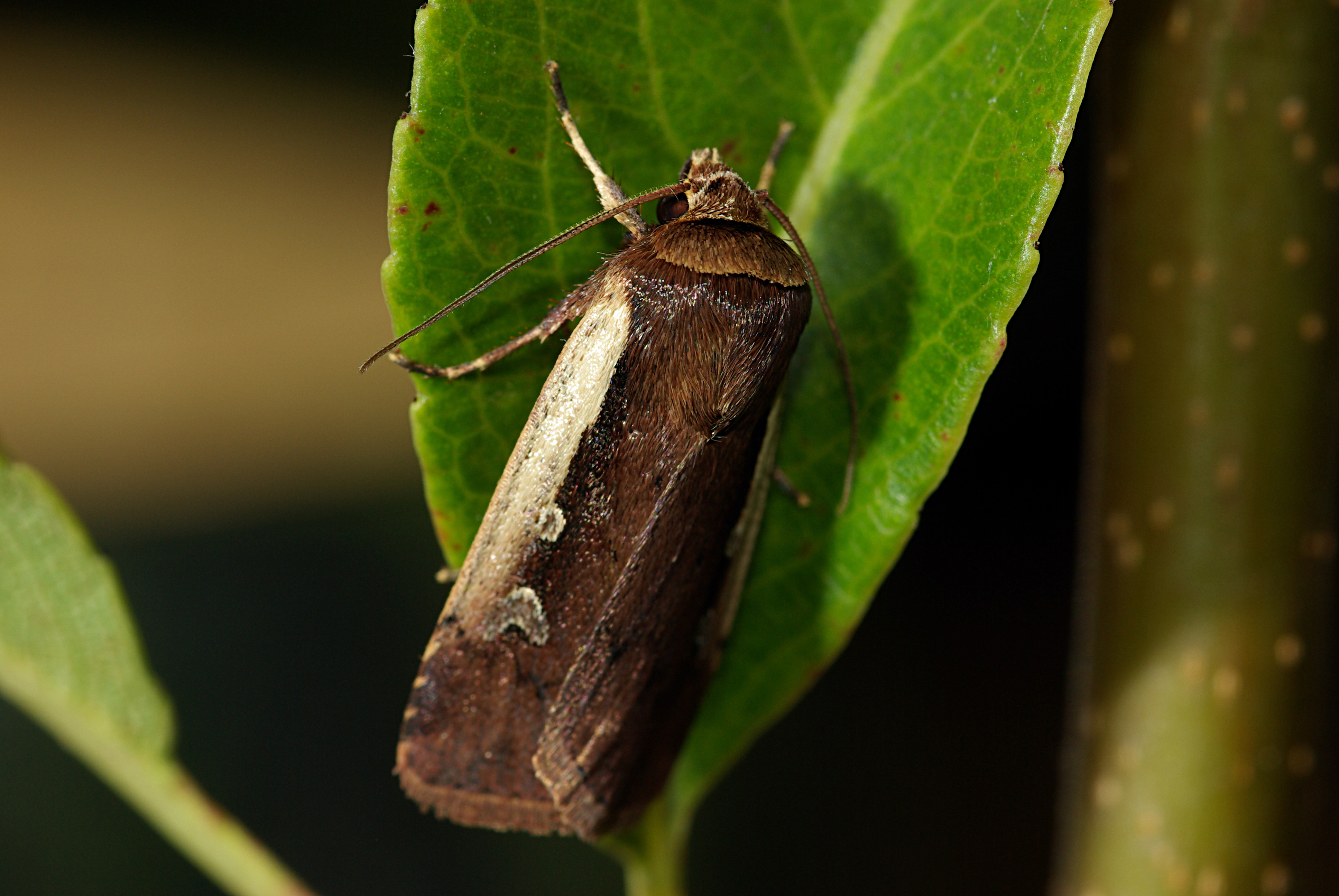
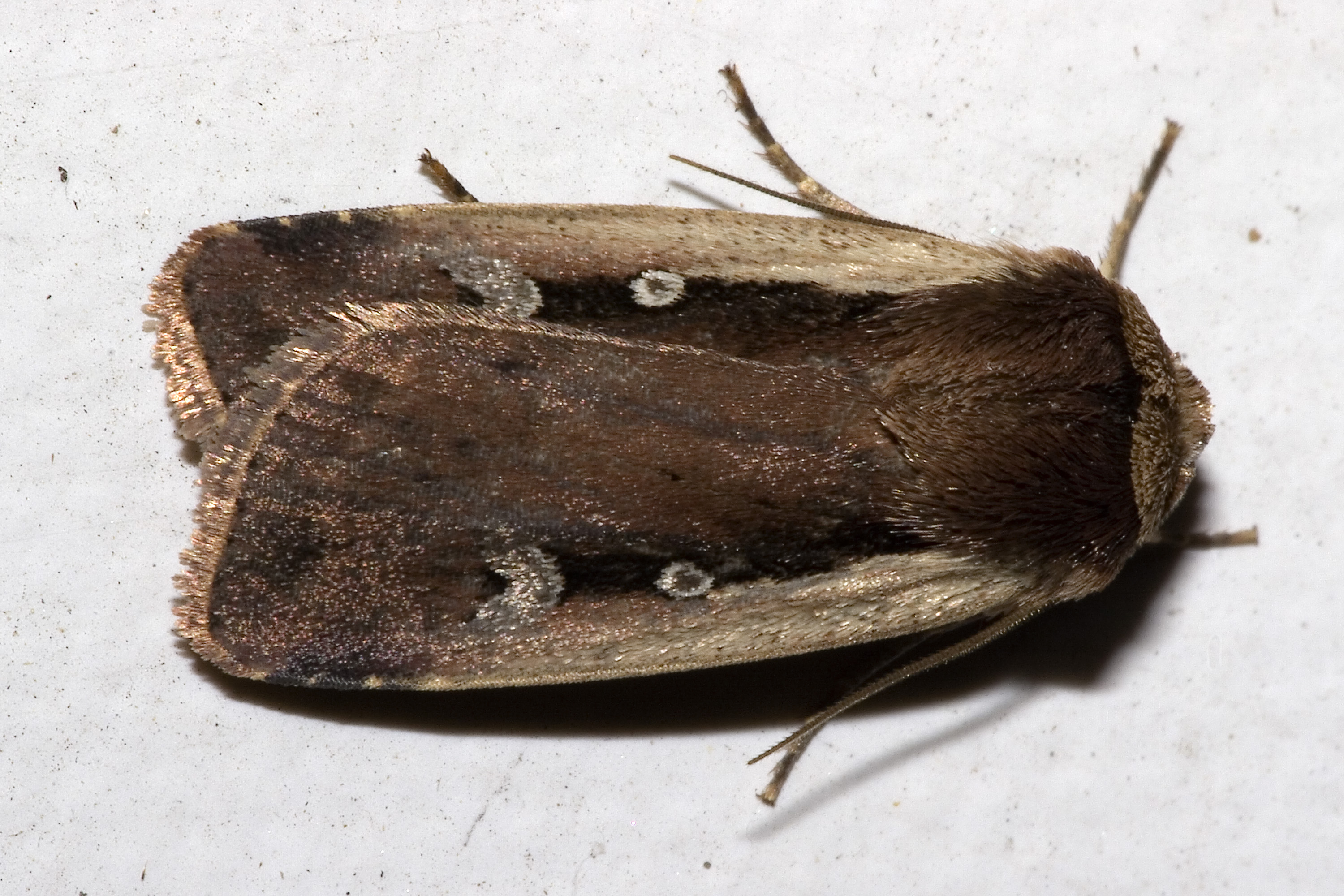
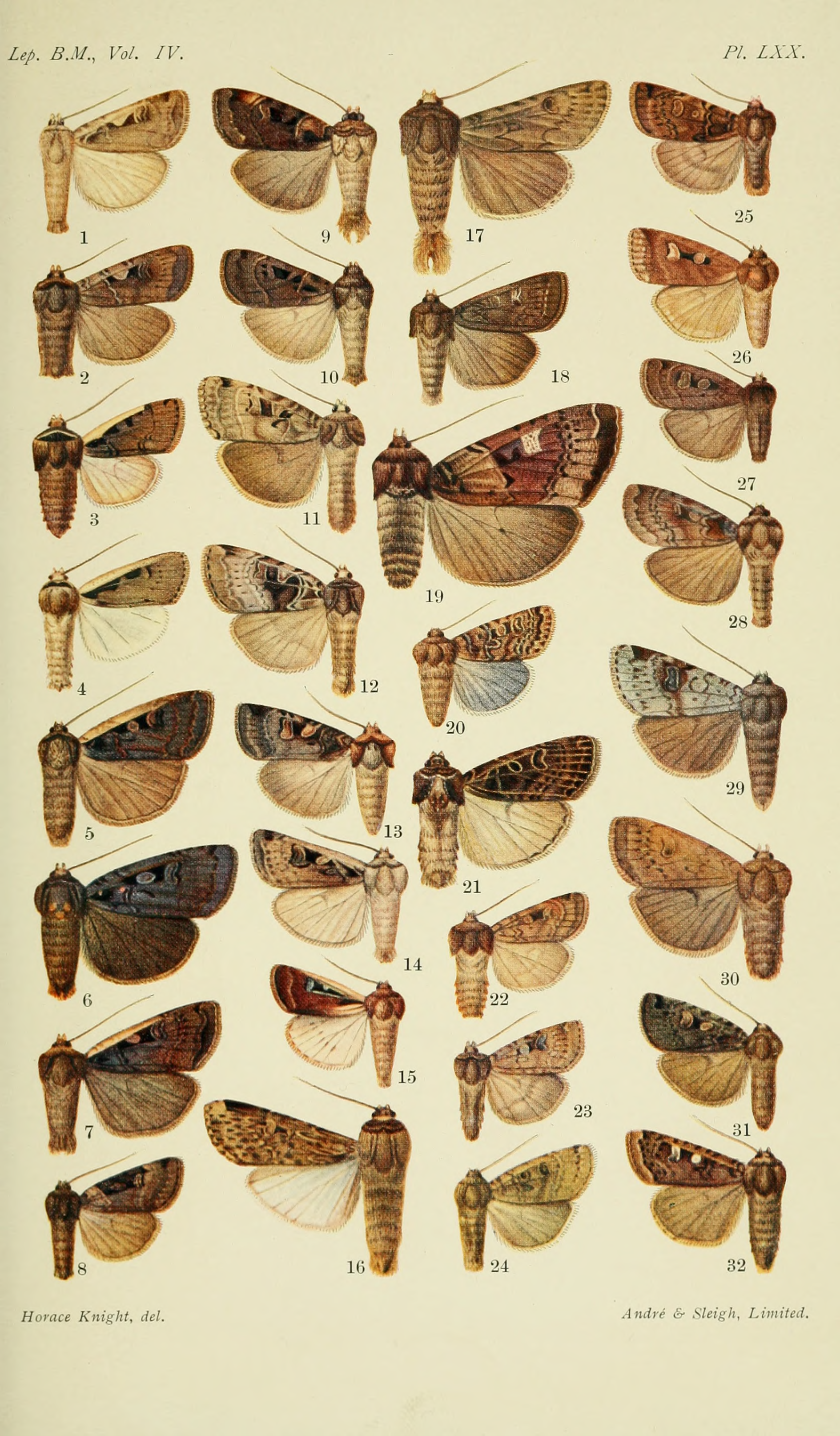